# Nathalie Mpaka
Nathalie Mpaka, là một kế toán và điều hành công ty tại BK Group Plc (trước đây là Bank of Kigali), ngân hàng thương mại lớn nhất ở Rwanda. Cô là Giám đốc Tài chính tại BK Group.

## Giáo dục
Bà Mpaka có bằng Cử nhân Nghệ thuật về Kế toán và Tài chính, lấy từ Đại học Thành phố Birmingham, ở Birmingham, Vương quốc Anh, năm 2006. Bà cũng là một Kế toán viên được chứng nhận, được công nhận bởi Hiệp hội Kế toán viên được chứng nhận (ACCA), của Vương quốc Anh. Ngoài ra, cô là thành viên của Viện kế toán công chứng ở Rwanda (ICPAR).

## Sự nghiệp
Khi còn là sinh viên đại học từ năm 2004 đến 2006, Nathalie làm Trợ lý Kế toán Quản lý tại Parkwood Leisure Limited, một công ty có trụ sở tại Worcester, Anh, khoảng 50 kilômét (31 mi), phía tây nam thành phố Birmingham. Sau đó, cô được thuê làm Kế toán viên được chứng nhận, bởi White Stuff Clothing, một chuỗi hơn 115 cửa hàng quần áo ở Vương quốc Anh, làm việc ở đó trong 5 năm từ 2007 đến 2012.
Năm 2012, cô chuyển đến Rwanda và được Ngân hàng Kigali thuê làm Giám đốc Báo cáo Tài chính, làm việc ở đó được hai năm. Vào tháng 12 năm 2014, cô được thăng chức Giám đốc Tài chính, một vị trí mà cô vẫn đang nắm giữ kể từ tháng 3 năm 2019.

## Những ý kiến khác
Bà Nathalie Mpaka là thành viên hội đồng quản trị của Ngân hàng Bảo hiểm Tổng hợp Bank of Kigali, một công ty con của BK Group Plc. Cô đồng thời phục vụ như một thành viên của đội ngũ quản lý cao cấp tại ngân hàng. Cô cũng là thành viên của Hội đồng Quản trị tại Viện Kế toán công chứng của Rwanda.